# Grifols
Grifols è una multinazionale spagnola specializzata nel settore farmaceutico e ospedaliero.
È la terza più grande azienda al mondo nel settore dei prodotti sanguigni e la prima in Europa, oltre ad essere leader mondiale nelle forniture ospedaliere e l'unica azienda del settore farmaceutico integrato verticalmente nel settore della medicina trasfusionale. L'azienda realizza anche dispositivi, strumenti e reagenti per i laboratori clinici ed è il principale fornitore mondiale di immunoglobuline endovena, albumina, fattore VIII e altri prodotti derivati dal plasma.

## Storia
Nel 2007 la società aveva una capacità di frazionamento del sangue pari a 3,6 milioni di litri all'anno, in tre impianti: uno a Parets del Vallès (2,1 milioni di litri all'anno), un altro a Los Angeles (1,5 milioni di litri, in fase di espansione a 2,2) e un sito a Clayton. Negli Stati Uniti la società possiede 153 centri di plasmaferesi, dove raccoglie circa 5,8 milioni di litri di plasma all'anno. Con sede a Barcellona, l'azienda è quotata alla Borsa di Madrid nel maggio 2006; è diventata parte dell'indice IBEX-35 nel gennaio 2008. È inoltre presente sulla più grande Borsa degli Stati Uniti come è il Nasdaq dal giugno 2011.